# Station Great Missenden
Great Missenden is een spoorwegstation van National Rail in Chiltern in Engeland. Het station is eigendom van Network Rail en wordt beheerd door Chiltern Railways. 